# Anolis poei
Espèce
Anolis poei est une espèce de sauriens de la famille des Dactyloidae. 

## Répartition
Cette espèce est endémique de la province de Bolívar en Équateur.

## Étymologie
Cette espèce est nommée en l'honneur de Steven Poe.

## Publication originale
- Ayala-Varela, Troya-Rodriguez, Talero-Rodriguez & Torres-Carvajal, 2014 : Troya-Rodríguez D, Talero-Rodríguez X, A new Andean anole species of the Dactyloa clade (Squamata: Iguanidae) from western Ecuador. Amphibian & Reptile Conservation, vol. 8, no 1, Special Section, p. 8–24.